# Vísky, Rokycany
Vísky là một làng thuộc huyện Rokycany, vùng Plzeňský, Cộng hòa Séc.